# Čakanovce (Košice-okolie)
Čakanovce es un municipio del distrito de Košice-okolie en la región de Košice, Eslovaquia, con una población estimada a final del año 2024 de 761 habitantes.
Se encuentra ubicado en el centro de la región, en la cuenca hidrográfica del río Sajó (afluente derecho del Tisza) y cerca de la frontera con la región de Prešov y con Hungría.

## Demografía
| Año        | 1994 | 2004     | 2014     | 2024     |
| ---------- | ---- | -------- | -------- | -------- |
| Población  | 462  | 559      | 654      | 761      |
| Diferencia |      | +20,99 % | +16,99 % | +16,36 % |

| Año        | 2023 | 2024    |
| ---------- | ---- | ------- |
| Población  | 734  | 761     |
| Diferencia |      | +3,67 % |